# Джульфа (Иран)
Джульфа́ (перс. جلفا‎) — город на северо-западе Ирана в провинции Восточный Азербайджан, расположенный на границе с Нахичеванской Автономной Республикой. Административный центр шахрестана Джульфа. Население — около 6 тыс. человек (2006).
Джульфа — важнейший торговый узел в Закавказье. Город расположен на правом берегу Аракса и соединен железнодорожным мостом с одноимённым азербайджанским городом на противоположном берегу. Таким образом, железные дороги Ирана соединяются с веткой Нахичевань-Горадиз, что делает возможным железнодорожное сообщение с Азербайджаном. В советское время весь грузооборот Ирана с СССР, Восточной Европой и Скандинавией проходил через Джульфу.